# Pouilly-sur-Loire

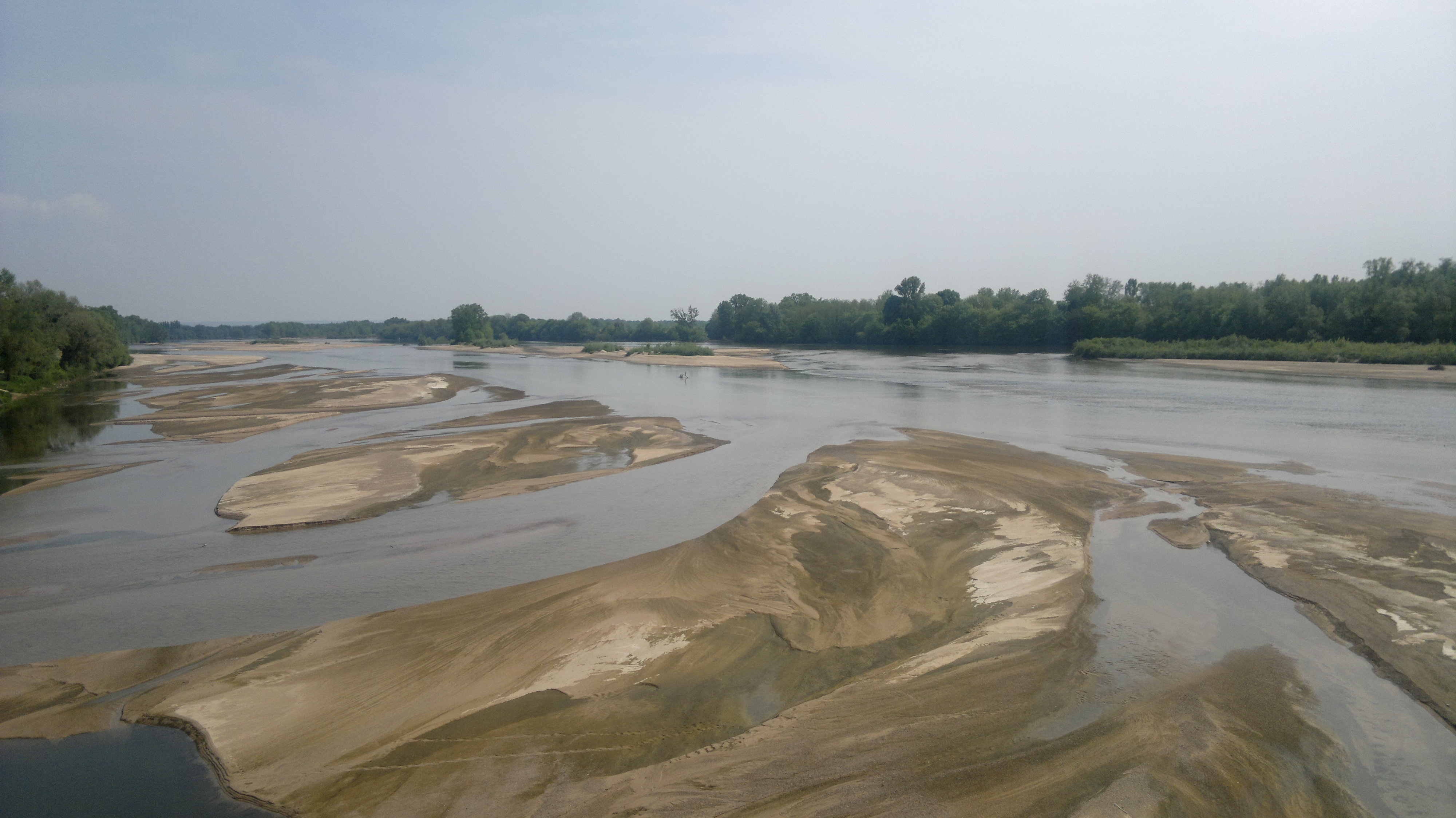
Floden Loire genomkorsar kommunen.

Pouilly-sur-Loire är en kommun i departementet Nièvre i regionen Bourgogne-Franche-Comté i de centrala delarna av Frankrike. Kommunen ligger i kantonen Pouilly-sur-Loire som tillhör arrondissementet Cosne-Cours-sur-Loire. År 2022 hade Pouilly-sur-Loire 1 623 invånare.
Pouilly-sur-Loire genomkorsas av floden Loire och järnvägen Paris–Nevers–Lyon. Känd för vinodling och vinhandel.

## Befolkningsutveckling
Antalet invånare i kommunen Pouilly-sur-Loire
| Referens: INSEE |